# Ліза Марі Преслі
Ліза Марі Преслі (англ. Lisa Marie Presley; 1 лютого 1968, Мемфіс, Теннессі — 12 січня 2023, Лос-Анджелес, Каліфорнія) — американська співачка, авторка-виконавиця, композиторка, поетеса та акторка.

## Біографія
Ліза Марі Преслі народилася 1 лютого 1968 року в Мемфісі, штат Теннессі, США. Єдина донька співака Елвіса Преслі і його дружини Прісцили Преслі.
Навчалася у багатьох навчальних закладах, головним чином — у школах-інтернатах. Її кілька разів виключали з лос-анджелеських шкіл через проблеми з наркотиками (особливо з кокаїном). Деякий час Ліза Марі була студенткою школи Церкви саєнтології, що знаходиться у Лос-Анджелесі. Ліза почала вживати наркотики у 13-річному віці, але за активної допомоги церкви вона позбулася наркотичної залежності у 17-річному віці.
Кар'єру співачки почала після знайомства з відомою акторкою, авторкою і виконавицею пісень Ліндою Томпсон, яка певний час була в близьких стосунках з її батьком Елвісом Преслі. Дебютний альбом випустила в квітні 2003 року і назвала його «To Whom It May Concern». Пізніше пішов альбом «Now What».
У 2002 році вона і бізнесмен Ніл Буш (брат 43-го президента США Джорджа Буша молодшого) разом виступали на слуханні Конгресу США проти медикаментозного лікування дітей із розладами психіки.

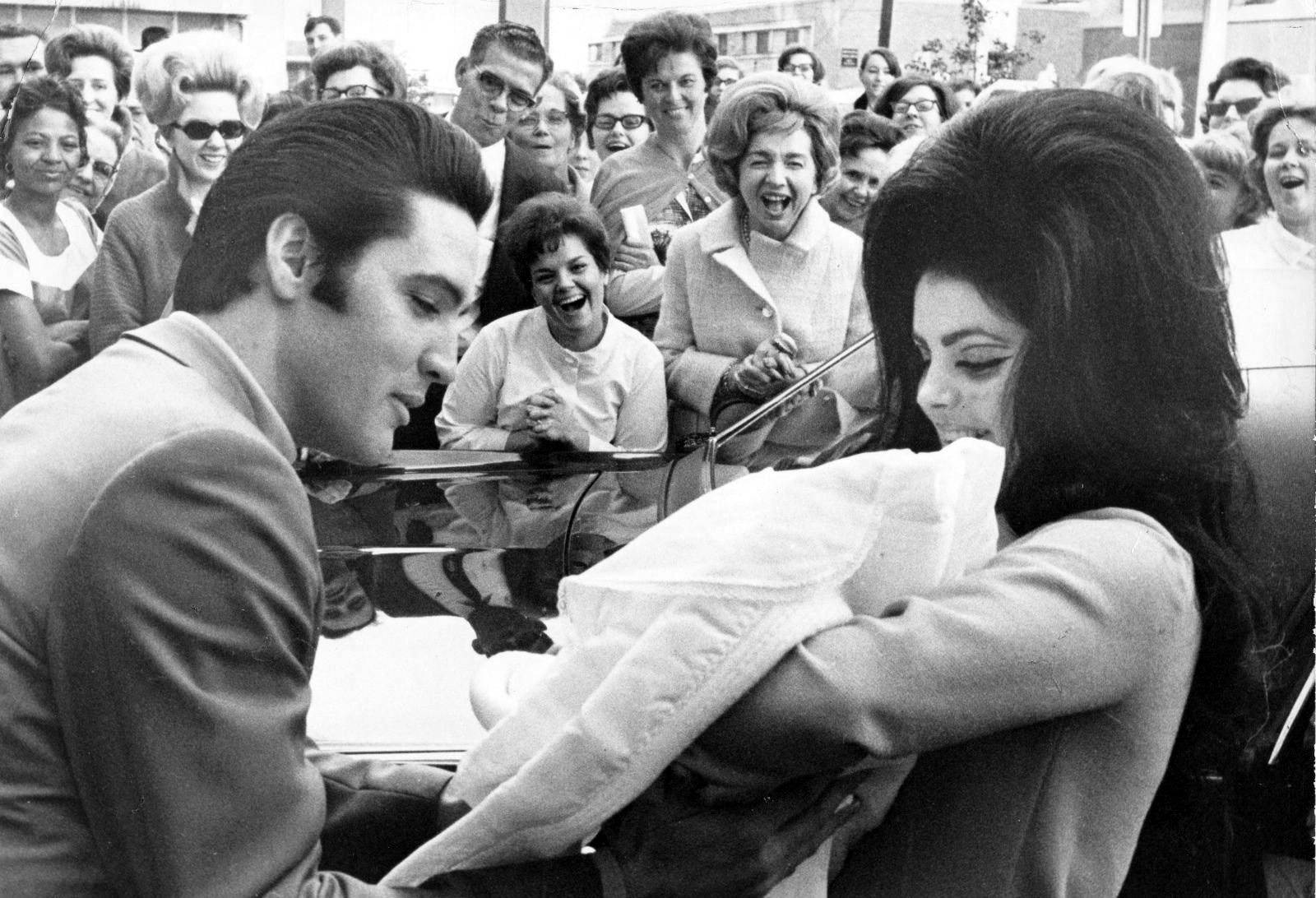
Елвіс і Прісцила Преслі з новонародженою Лізою

Історія життя її батьків, народження і дитинства до смерті батька в 1977 році були описані в книзі її матері «Elvis And Me» (Я та Елвіс).
Ліза Марі Преслі померла 12 січня 2023 року в одній з лікарень Лос-Анджелесу, Каліфорнія, від зупинки серця у 54-річному віці.

## Особисте життя
Перший шлюб із Денні Кіо уклала 3 жовтня 1988 року. Дочку Райлі Кіо народила 29 травня 1989 року, сина Бенджаміна Сторма 21 жовтня 1992 року (12 липня 2020 року у 27-річному віці покінчив життя самогубством, застрелившись у себе вдома у місті Калабасас, штат Каліфорнія). Розлучилася з Денні Кіо 6 травня 1994 року.
Через два тижні після того, як розлучення офіційно набуло чинності, Ліза Марі одружилася з Майклом Джексоном (26 травня 1994 року). Вінчання відбулося в церкві Св. Станіслава в містечку Альтос де Чавон в Домінікані. Попри те, що офіційний шлюб тривав півтора року, романтичні стосунки пара продовжувала до 2003 року.

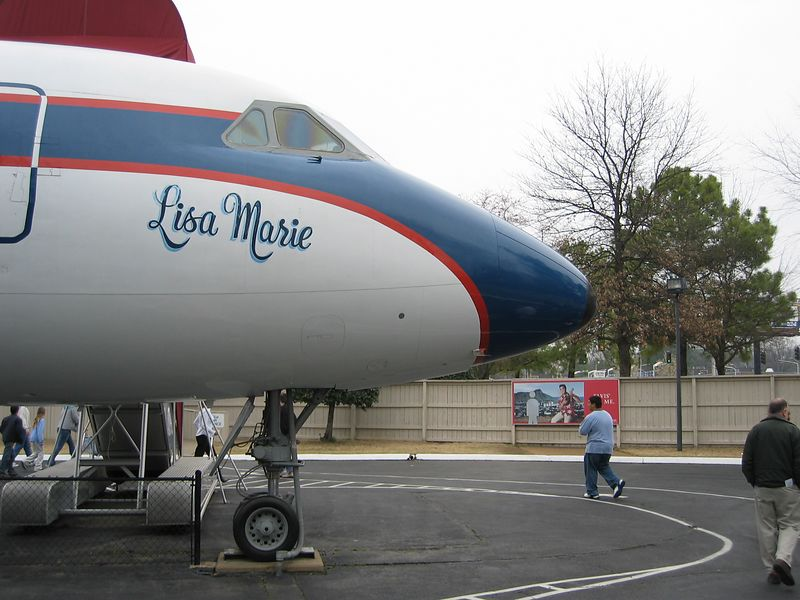
Літак названий Елвісом на честь Лізи Марії

Також Ліза Марі була одружена з Ніколасом Кейджем. Однак вони розлучилися приблизно через 3,5 місяця (109 днів) після одруження.
У 2006 році співачка одружилася з Майклом Локвудом, гітаристом і продюсером. 7 жовтня 2008 року народила доньок-близнючок Гарпер і Фінлі. 13 червня 2016 року подала на розлучення з Локвудом.

## Дискографія

### Студійні альбоми
| Назва                  | Деталі                                                                                        | Найвища позиція | Найвища позиція | Найвища позиція | Найвища позиція | Сертифікації |
| Назва                  | Деталі                                                                                        | US              | GER             | SWI             | UK              | Сертифікації |
| ---------------------- | --------------------------------------------------------------------------------------------- | --------------- | --------------- | --------------- | --------------- | ------------ |
| To Whom It May Concern | - Release date: April 8, 2003 - Label: Capitol Records - Formats: CD, music download          | 5               | 74              | 86              | 52              | - USGold     |
| Now What               | - Release date: April 5, 2005 - Label: Capitol Records - Formats: CD, music download          | 9               | —               | 76              | —               |              |
| Storm &amp; Grace      | - Release date: May 15, 2012 - Label: Universal Republic - Formats: CD, vinyl, music download | 45              | —               | —               | —               |              |

### Сингли
| Рік  | Сингл                                | Найвища позиція | Найвища позиція | Найвища позиція | Найвища позиція | Найвища позиція | Найвища позиція | Альбом                 |
| Рік  | Сингл                                | US AC           | US Adult        | US Pop          | AUS             | NZ              | UK              | Альбом                 |
| ---- | ------------------------------------ | --------------- | --------------- | --------------- | --------------- | --------------- | --------------- | ---------------------- |
| 2003 | «Lights Out»                         | —               | 18              | 34              | 29              | 28              | 16              | To Whom It May Concern |
| 2003 | «Sinking In»                         | —               | —               | —               | —               | —               | —               | To Whom It May Concern |
| 2005 | «Dirty Laundry»                      | 36              | —               | —               | —               | —               | —               | Now What               |
| 2005 | «Idiot»                              | —               | —               | —               | —               | —               | —               | Now What               |
| 2007 | «In the Ghetto» (with Elvis Presley) | —               | —               | —               | —               | —               | —               | Non-album song         |
| 2012 | «You ain't Seen Nothing Yet»         | —               | —               | —               | —               | —               | —               | Storm & Grace          |

### Музичні відео
| Рік  | Video                                     | Режисер          |
| ---- | ----------------------------------------- | ---------------- |
| 2003 | «Lights Out»                              | Francis Lawrence |
| 2003 | «Sinking In»                              | Barnaby Roper    |
| 2005 | «Dirty Laundry»                           | Patrick Hoelck   |
| 2005 | «Idiot»                                   | Patrick Hoelck   |
| 2012 | «You ain't Seen Nothing Yet»              | Dean Karr        |
| 2012 | «I Love You Because» (with Elvis Presley) |                  |
| 2013 | «Over Me»                                 |                  |